# Ibim
Ibim (en hebreo: אִבִּים) es una aldea juvenil situada en el sur de Israel. Se encuentra cerca de Sederot y está bajo la jurisdicción del Concejo Regional Shaar HaNéguev. En 2021 tenía una población de 721 habitantes.

## Historia
La aldea juvenil de Ibim fue establecida en 1992, para dar alojamiento a los nuevos inmigrantes (olim jadashim) procedentes de Etiopía y de la antigua Unión Soviética.Los habitantes  de la aldea han estado expuestos a ataques con cohetes y morteros desde la Franja de Gaza.